# Джемини 11
Джемини 11 (на английски: Gemini 11) е американски космически кораб от второ поколение. Девети пилотиран полет от програмата Джемини. Седемнадесети пилотиран полет за САЩ и двадесет и пети в света.

## Екипаж

### Основен екипаж
| Пост     | Астронавт                           |
| -------- | ----------------------------------- |
| Командир | Чарлс Конрад два космически полета  |
| Пилот    | Ричард Гордън един космически полет |

- Броят на полетите е преди и включително тази мисия.

### Резервен екипаж
| Пост     | Астронавт                            |
| -------- | ------------------------------------ |
| Командир | Нийл Армстронг един космически полет |
| Пилот    | Уилям Андерс                         |

- Броят на полетите е преди тази мисия.

## Цели на мисията
Основните цели на полета са сближаване и скачване с мишената Аджена GATV-5006, повдигане на нейната орбита до височина 1372 км и излизане в открития космос. Останалите задачи включват 11 различни експеримента и автоматично кацане.

## Полетът
Стартът на мисията Джемини-11 е даден на 12 септември 1966 г. Програмата на полета е изпълнена напълно. Сближаването и скачването с мишената Аджена GATV-5006 е изпълнено още на първата орбита - постижение неповторено от нито един екипаж в цялата програма Джемини. След скачването Гордън осъществява излизане в открития космос по време, на което прикрепя 30-метрово въже между кораба и корпуса на Аджена GATV-5006. По време на тази операция, астронавтът чувства силна умора и тя е прекратена на 33 мин., малко по-рано от предвиденото по план. Съединените с въже кораб и мишена са завъртяни и с помощта на двигателя на Аджена GATV-5006 апогея на орбитата достига рекордната височина - 1372 км. По това време командира на полета Чарлс Конрад съобщава в Центъра за управление, Хюстън: "От тук се вижда, че действително тя (Земята) е кръгла". По време на полета са изпълнени и всички други планирани експерименти. Успешно е осъществено първото кацане в автоматичен режим. На 15 септември 1966 г. „Джемини 11“ се приводнява на 4,9 км от разчетната точка. Екипажът е прибран от американския военен кораб USS Guam (LPH-9) 24 минути след приводняването си.

## Параметри на мисията
- Маса на кораба: 3798,4 кг
- Перигей: 160,6 км
- Апогей: 1372 км
- Средна височина на орбитата: 1368,9 км
- Инклинация: 28,83°
- Орбитален период: 101,52 мин
- Орбитален период за първата орбита: 88,87 мин
- Брой обиколки: 44

### Скачване сАджена GATV-5006
| Начало                      | Край                        | Продължителност       |
| --------------------------- | --------------------------- | --------------------- |
| 12 септември 1966 16:16 UTC | 14 септември 1966 16:55 UTC | 2 денонощия 39 минути |

### Излизане в открития космос
| № | Астронавт     | Начало                      | Край                        | Продължителност  |
| - | ------------- | --------------------------- | --------------------------- | ---------------- |
| 1 | Ричард Гордън | 13 септември 1966 14:44 UTC | 13 септември 1966 15:17 UTC | 33 минути        |
| 2 | Ричард Гордън | 14 септември 1966 12:49 UTC | 14 септември 1966 14:57 UTC | 2 часа 08 минути |

## Резултати
По време на мисията „Джемини-11“ е достигнат рекорден апогей на орбитата от 1372 км. Това постижение ще бъде подобрено две години по-късно от космическия кораб Аполо 8 при неговия полет до Луната. Екипажът на „Джемини-11“ е единствения в цялата програма Джемини, който успява да се скачи с мишената Аджена още на първата обиколка. За първи път американски космически кораб осъществява кацане на автоматичен режим.

## Днес
Космическият апарат е изложен в Калифорнийския научен център, Лос Анджелис, Калифорния.

## Галерия
- Стартира ракетата-носител Атлас с мишената Аджена GATV-5006
- Старт на ракетата-носител Титан GLV с космическия кораб „Джемини 11“
- Свързаните в орбита „Джемини 11“ и Аджена GATV-5006
- Конфигурация на „Джемини 11“